# La voce senza volto
La voce senza volto è un film del 1939 diretto da Gennaro Righelli.